# Caress of Steel
Caress of Steel är Rushs tredje studioalbum, släppt den 24 September 1975. Precis som med det förra albumet Fly by Night utvecklar Caress of Steel Rushs progressiva sound. 
Två singlar släpptes från albumet, "The Necromancer: Return of the Prince och "Lakeside Park".

## Låtlista
Alla låtar skrivna av Geddy Lee, Alex Lifeson och Neil Peart.
Sida ett
1. "Bastille Day" - 4:37
2. "I Think I'm Going Bald" - 3:38
3. "Lakeside Park" - 4:07
4. "The Necromancer" - 12:29
  1. "Into the Darkness"
  2. "Under the Shadow"
  3. "Return of the Prince"

Sida två
1. "The Fountain of Lamneth" - 19:58
  1. "In the Valley"
  2. "Didacts and Narpets"
  3. "No One at the Bridge"
  4. "Panacea"
  5. "Baccus Plateau"
  6. "The Fountain"

## Medverkande
- Geddy Lee – elbas, sång
- Alex Lifeson – gitarrer
- Neil Peart – trummor, slagverk